# Erdélyi napló-, emlékirat- és történetírók listája
Az erdélyi krónikások, napló- és emlékiratírók, történetírók munkái alapvető forrásmunkák Erdély történelmének és művelődéstörténetének tanulmányozásához. Szerzőik között találhatók nemesi családok tagjai, udvari történetírók, városi polgárok.
A lista betűrendben tartalmazza az egyes szerzőket. Az önálló szócikkel nem rendelkezők neve ide irányít át, ezért nevük vastagítva jelenik meg, a forrásban fellelhető összes adat feltüntetésével. Az önállóan is nevezetesekről csak a születési és halálozási adatok, illetve a lista tárgyához tartozó információk szerepelnek; az életrajz többi vonatkozása a hivatkozott szócikkben található.
| Ábécé szerinti tartalomjegyzék                                                                           |
| --- |
| A, Á B C Cs D Dz Dzs E, É F G Gy H I, Í J K L Ly M N Ny O, Ó Ö, Ő P Q R S Sz T Ty U, Ú Ü, Ű V W X Y Z Zs |

## A lista

### A, Á
- Almádi István (17–18. század) Thököly Imre és II. Rákóczi Ferenc híve. Erdélyi és törökországi naplója, amelyet 1687. október 7.–től 1694. decemberig írt, pontos leírást ad a kuruc táborról, a hadviselési szokásokról, és az egyes hadi eseményekről.[1]
- Amicini Imre, vagy Lieb Imre, Trauschnál Emerich Leib (Beszterce, 1522 – Beszterce, 1602) evangélikus lelkész. Monumenta vetera et recentia Jurium ac Privilegiorum Capituli Bistriciensis in unum Librum nunc fideliter congesta (1599) című kézirata 46oklevél-másolatot is tartalmaz, amelyek közül 28-nak sem eredetije, sem egyéb másolata nem ismert.[2][3][4]
- Apáczai Tamás (1640-1642. körül – Gyulafehérvár, 1686. után) magyar nemes, Apáczai Csere János öccse. 1671-es portai követségéről naplót írt, amely 1890-ben jelent meg a Magyar Történelmi Tárban.[5][6]
- I. Apafi Mihály (1632. november 3. – 1690. április 15.) erdélyi fejedelem 1661-től haláláig. Naplója 1910-ben Marosvásárhelyen jelent meg.[7]
- II. Apafi Mihály (1676. október 13. – 1713. február 1.) erdélyi fejedelem 1690–1701 között. Naplója és könyörgéses könyvei maradtak fenn.[7]
- gróf Apor István  (Altorja, 1638 – Nagyszeben, 1704. november 10.) erdélyi főúr, Erdély kincstartója, Torda vármegye főispánja, erdélyi főgenerális, a katolikus restauráció (ellenreformáció) egyik legfőbb támogatója Erdélyben. 1697–98-as bécsi útjáról írt naplóját 1930-ban Bíró Vencel adta ki.[8]
- altorjai báró Apor Péter (1676. június 3. – 1752. szeptember 22.) történetíró, főispán, királybíró. (Altorja, 1676. június 3. – Altorja, 1752. szeptember 22.) történetíró, főispán, királybíró. Synospsis mutationum notabilium aetate mea in Transylvania et progressus vitae meae című, az 1676–1748 évekre vonatkozó feljegyzéseit, illetve Metamorphosis Transylvaniae című munkáját, amelyben a terjedőben levő német szokásokkal az erdélyi hagyományos életmódot állítja szembe, Kazinczy Gábor adta ki 1863-ban.[8]
- Aszalai Sebestyén 1552-ben írt históriás éneke: Az János király fiáról való szép cronica. Thaly Kálmán gondozásában jelent meg 1871-ben.[9]

### B
- Balog Márton csizmadiamester. Ótordai származású, ahová apja 1687-ben Rozsnyóbányáról költözött. Naplójából a Pesti Napló (1856. 331. sz.) részleteket közölt az 1697–1705-ös évekből.[10]
- Balogh Ferenc (16. század) Hunyad vármegyei nemes, naplóíró. Az Erdélyi Magyar Nyelvmívelő Társaság Munkáinak I. darabjában említik kiadatlan naplóját, amelyet az 1576-os év eseményeiről készített. Ebben az évben Balogh Báthory Kristóf fejedelem követeként adókat és ajándékokat vitt Törökországba.[11][12][13]
- alpestesi Balogh László (17. század) Az erdélyi ítélőtábla bírója volt. A magyar nyelvmivelő-társaság Munkálatainak I. darabja említi kiadatlan naplóját: Tökölyi járása 1690. Versei s egyéb munkái, Algyógy, 1697. (Ennek egyik hosszabb verse Apoc. XII. Sárkány kölyök okádása címmel, az említett naplójából egy kis töredékmásolat és egyéb versei is az Országos Széchényi Könyvtárban találhatóak.[14]
- Bánffy Gergely (16. század) erdélyi főnemes. János Zsigmond magyar király kíséretéhez tartozott. Munkája: Második János Magyarország választott királyának második Szulejman török császárhoz menetele rendje és módja. 1566. (Erdélyország Történeti Tára. Kiadják gr. Kemény József és nagyajtai Kovács István. I. 21–49. l.)[15]
- losonci Bánffy György (? – 1659) Doboka megye főispánja. 1644-ben írt naplóját Mikó Imre adta ki 1862-ben.[16]
- Bánfi Márton (16.–17. század) brassói polgár, cserzővarga. Valószínűleg Bánfi Péter fia; 1608-ban a brassói tanács tagja volt. Élettörténetéből csak annyi maradt fenn, hogy 1625-ben megnősült. Történeti följegyzéseket írt 1586–1626-ig, melyeket egy ismeretlen 1642-ig folytatott. Ezek kivonatát használta fel Hermann György Brassó története megírásánál.[17]
- Bánfi Péter (16.–17. század) brassói polgár, cserzővarga. Az 1573-ban Brassóban meghalt Bánfi Simon fia. Diáriuma, két éneke, egy történet és naplójegyzetei maradtak reánk: 
  - Ephemeris libellus, oder das Diarium von Jahre 1590 bis 1602 mit Inbegriff der schönen und lustigen Historia című munkája megjelent a Deutsche Fundgruben zur Geschichte Siebenbürgens című folyóiratban (Neue Folge, Kronstadt, 1860. 81–121. l. Kurz Antal előszavával.)
  - Naplója 1599–1616-ig ugyanott jelent meg a 247–265. l., szintén Kurz előszavával.[18][19]
- Baranyai Decsi János vagy Baranyai Decsi Csimor János (Johannes Decius Barovius) (1560. – 1601. május 15.) műfordító, az első magyar közmondásgyűjtő, református főiskolai igazgató. Commentariorum de rebus Ungarici libri qui extant című művében Báthory Zsigmond korának eseményeit írja le.[20]
- Michael Bayer erdélyi szász krónikaíró. Berethalmi származású szász, aki Andreas Gunesch krónikája szerint 1630-ban és 1642-ben Medgyesen élt. Annales címen kézirati krónikát hagyott hátra, melyet Thomas Tartler Collectaneáiban Brassó részletes története megirásánál használt és a kéziratok jegyzékében föl is említ.[21][22]
- Benkő Máté 1619-ben követségben járt a török portán, erről írt naplójának címe: Benkő Máté naplója, midőn Mikó Ferenczet Konstantinápolyi követségében elkísérte (1619.) A kézirat Benkő József korában még elérhető volt, de a 19. század végére már nyoma veszett.[23][24]
- Bereck György, latinos nevén Briccius, (1668? – 1720.) orvos. Naplója külföldi útját, illetve a kilencéves háború és az 1693–1717 közötti időszak eseményeit írja le.[25][26]
- Bethlen Farkas (1639. – 1679. december 30.) Erdély kancellárja, történetíró. Megírta Erdély 1525–1609 közötti történetét Historia de rebus Transylvanicis címen, tizenhat könyvben. Ebben Szamosközy István azóta elveszett kéziratos munkáját is felhasználta.[27][28]
- Bethlen János (1613. – 1678. február 13.) Torda és Küküllő vármegyék főispánja, I. Rákóczi György és II. Rákóczi György bizalmi embere, Erdély kancellárja. Műve: Rerum Transylvanicarum libri quator. (Nagyszeben, 1663 illetve Amszterdam, 1664).[29][30][31]
- Bethlen Miklós (1642. szeptember 1. – 1716. október 27.) államférfi és emlékíró. Önéletírását 1708–1710 közötti bécsi fogságában írta gyermekei számára.[32][33][34]
- Bíró Sámuel Munkája: Hidvégi Mikó Ferencz históriája 1594-1613. Biró Sámuel folytatásával. Közli Kazinczy Gábor. Pest, 1863. (Monumenta Hung. Hist. II. osztály 7. kötet 225-240 l. Ism. M. Sajtó 1864. 9. sz. Budapesti Szemle II. 1865. 137. III. 132. Garády.) Kéziratban: Vetus et moderna Transsylvaniae directionis sciagraphia. Mellette Actonnal és Rabutinnal való levelezése. (Említve a M. Nyelvmiv. Társ. Munkálatai I. 199. l.)[35]
- Daniel Birthelmer (? – Brassó, 1685. április 22.) Brassó város szószólója.[36]
- Bod Péter (Felsőcsernáton, 1712. február 22. – 1769. március 2.) református lelkész, irodalomtörténész.[37]
- Bojthi Veres Gáspár (1595 körül – 1640 után) tanár, Bethlen Gábor titkára és I. Rákóczi György fejedelem udvari embere. De rebus gesti magni Gabrielis Bethlen című nagy művből csak három kötet jelent meg nyomtatásban.[38][39][40]
- Bornemisza Anna (1630 körül – 1688. augusztus 5.) 1653-tól I. Apafi Mihály felesége. 1667–1690 közötti gazdasági naplóit Szádeczky Lajos adta ki 1911-ben.[7][41]
- Borsos Sebestyén (? – 1584.) marosvásárhelyi polgár, bíró. Világnac lett írott krónikája részben korábbi krónikák feldolgozása, az 1560-as évektől kezdve saját írása. A művet unokája, Nagy Szabó Ferenc folytatta.[42]
- Borsos Tamás (1566. június 14. – 1633 után) marosvásárhelyi jegyző és városbíró, Bethlen Gábor követe a török portán és megbízottja a nagyszombati tárgyalásokon. Több utazásáról illetve megbízatásáról maradt fenn leírása illetve emlékirata.[39][43]
- Johann Brath (16. század – 17. század) medgyesi  jegyző. Német nyelvű krónikája 1141-től 1621. április 27-éig (egyes források szerint 1627-ig) terjed.[44]
- Bydeskuti Boldizsár alispán, Bydeskuti Ferenc és Gencsy Klára fia. I. Apafi Mihály alatt alispán; majd főpohárnokmester lett és később Bécsben nőtlenül halt meg. 1717-ben a kolozsvári református egyháznak ezer forintot adományozott. Naplót hagyott maga után, melyet II. Apafi Mihály bécsi útjáról és további életéről (1696. augusztus 20. – 1698. október 4.) írt, és melyet az erdélyi múzeumban levő eredeti szöveg után K. Papp Miklós közölt a Történeti Lapokban (I. 1874. 32–41. sz.)[7][45]

### C
- Simon Czack (Brassó, 1567 – 1603 körül) brassói polgár.[46]
- Johann Friedrich Czekelius (Nagyszeben, 1739. április 19. – 1809. szeptember 4.) erdélyi kormányszéki tanácsos[47]

### Cs
- Csanádi Demeter (Chanadi Demeter) János Zsigmond erdélyi fejedelem unitárius vallású titkára, históriai ének-író. 1559–1570 között az erdélyi fejedelmi kancellárián a nagyobbik kancellária írnoka, 1576-tól pedig titkár volt. A fejedelem halálának évében szerezte verses művét Vita Joannis secundi, electi Hungariae regis címmel. A magyar versekben írt költemény, amelyben Isten rendelésének tulajdonítja a szerencse forgandóságát, rövid idő alatt több kiadást is megért (Kolozsvár, 1571. 1582.; Debrecen, 1571. 1577. 1582.)[9][48][49]
- Cserei György (Székelykál, 1714. április 28. – 1774) táblai ülnök[50]
- Cserei Mihály (1603–1660) író. Kéziratos munkája Bethlen Gábor koráról tartalmaz adatokat. A kézirat eredetileg Benkő József tulajdonában volt, ma már nem található meg.[51]
- Cserei Mihály (1667. október 21. – 1756. április 22.) magyar nyelvű erdélyi emlékíró, a magyar barokk irodalom jelentős alakja. Főműve Históriája, amelyet 1709 és 12 között írt Brassóban.[8][52]
- Csindi János történetíró. Bethlen Farkas említi Historiájában egy kéziratban levő művét (De rebus gestis Michaelis vaivodae, 1599), melyből Bethlen saját munkájában is sokat fölhasznált.[53][54]

### D
- Daniel István (1684 – 1774. május 29. körül) főkirálybíró. Descriptio vitae címmel 1764-ben kiadott emlékiratainak nagy részében a Rákóczi-szabadságharc történéseivel foglalkozott, melyeknek maga is részese volt.[55][56]

### E, É
- Enyedi István (1619 előtt – 1698 után) nagybányai főbíró, költő, történetíró. 1665-ben írta Erdélynek négy esztendők alatt történt keserves viszontagságairól című emlékiratát, amely az 1657–1660. évek eseményeit foglalja magában II. Rákóczi György fejedelem lengyelországi hadjáratától bukásáig.[57][58]

### F
- Fábri János emlékirata Szelindek eseményeiről a Rákóczi-szabadságharc alatt.[26]
- Martin Felmer (Nagyszeben, 1720. november 1. – Nagyszeben, 1767. március 28.) erdélyi szász történész, ágostai evangélikus lelkész[59]
- Andreas Frank nagyszebeni polgár 1657–1661 közötti országgyűlési beszámolóit Szilágyi Sándor adta ki 1897-ben.[60][61][62]
- Forgáts Mihály (Brassó, 1563. szeptember 29. – Brassó, 1633. január 16.) brassói polgár, politikus, történetíró.[63]
- Michael Fronius (Keresztényfalva, 1675 – Brassó, 1728. december 27.) városi tanácsos, kapitány[64]

### G
- Johann Göbel segesvári származású volt. Chroica Civitatis Schaesburgensis című kéziratos művét, amely Segesvár város történetét foglalja magában 1514-től kezdve Georg Wachsmann 1663. augusztusig folytatta. Kiadta Kemény József gróf a Deutsche Fundgruben der Geschichte Siebenbürgens, Klausenburg, 1839. című gyűjtemény II. kötetében (92–140. l.)[62][65][66]
- Johann Graffius (Küküllőalmás vagy Szászalmád,[67] 1614. augusztus 9. – Nagyszeben, 1668. június 17.) erdélyi szász evangélikus lelkész. Apja Szászalmáson volt lelkész. 1633. júliusban Németországba utazott és miután több egyetemen tanult, 1639-ben hazájába visszatért, és nov. 24-től Medgyesen rector volt kilenc hónapig, azután ugyanott prédikátor két évig. 1642. április 24-én Szászegerbegyre, 1643-ban Baráthelyre, 1647. december 29-én Riomfalvára, 1661-ben pedig Nagyszebenbe hívták meg lelkésznek, ahol később a káptalan dékánja volt. Siebenbürgische Ruin beschreibt in Wahrheit nach dem, was er während der Belagerung in der kön. Hermannstadt jämmerlich gesehen, vernommen und erlebt 1658-1661 című műve leírja Nagyszeben ostromát II. Rákóczi György által, illetve a tatárjárást.[62][68][69]
- Lukas Graffius (1667. szeptember 2. – 1736. október 30.) erdélyi szász evangélikus szuperintendens. Historisches Tagebuch című feljegyzései az 1704–1710-es időszakra vonatkoznak.[26][70][71]

### Gy
- Gyalakuti Lázár György naplóját, mely főleg Bethlen Miklós politikai perére vonatkozik, Szádeczky Lajos adta ki 1903-ban.[26]
- Gyalogi János (1686. január 6. – 1761. május 29.) jezsuita pap és hitszónok, 1724-től tevékenykedett. De rebus memorabilibus Transylvaniae anni 1705 című kézirata a Rákóczi-szabadságharchoz szolgáltat adalékokat.[55][72]
- gróf Gyulai Ferenc (1714. november 27. – 1787. november 20.) emlékiratai (1766–1787) többek között információkat tartalmaznak II. Józsefnek trónörökösként Erdélyben tett utazásairól és a Horea-féle felkelésről.[73][74]

### H
- Haller Gábor (1614. szeptember 22. – 1663. november 10.) erdélyi főnemes, politikus, katona. 1685–1687 között írt feljegyzéseit Szabó Károly adta ki 1878-ban.[8][75][76]
- Andreas Hedjesch (Hegyes András) (1578. november 30. – 1627. augusztus 27.) brassói városi tanácsos. Diarium, in welchem die Kronstädter Magistrats-Personen vom J. 1614 an namentlich angeführt werden, vom J. 1613 bis 1617 című naplójában saját élményeit, a brassói tanács változásait s általában az erdélyi eseményeket tárgyalja 1613. április 4-től 1617.[77][78][79]
- Trostfried Hegenitius (? – 1660. szeptember 10.) görlitzi származású brassói tisztiorvos. 1644-től 1660-ig töltötte be Brassóban a városi tisztiorvosi tisztséget. 1660-ban a város szószólójává választották. Az ő pestis elleni rendszabályait fogadta el a város 1660-ban. (A pestisről 1643-ban Tractat von der Pest címmel értekezést írt. Nota pro a. 1660 című feljegyzéseit Kemény József adta ki.[62][80][81]
- Heltai Gáspár (1510. ? – 1574. ?) reformátor, protestáns lelkész, szépíró, műfordító és nyomdász. A magyar késő reneszánsz irodalom kiemelkedő képviselője, az európai színvonalú magyar széppróza egyik megteremtője. Chronica az magyaroknak dolgairól (1575) című műve Antonio Bonfini művének irodalmi átdolgozása.[82][83]

### I, Í
- nagyváradi Inczédi Pál (? – 1704) a fiscális javak directora. Néhai Nagy-Váradi Inczédi Pál úrnak maga életében Erdélyországban történt közönséges dolgoknak feljegyzései 1660-1697 című kézirata 1860-ban jelent meg.[7][84]
- Johann Irthell (Irthell János) azonos nevű apa és fia, nagyszebeni polgárok. Az 1638. január 8. – 1700. április 25. között élt apa naplót hagyott hátra kéziratban, melyet 1638-tól 1699-ig írt. Fia 1700–1710 között írt német nyelvű feljegyzéseivel folytatta apja naplóját; mindkettőt Kemény József adta ki 1860-ban.[26][85][86]

### K
- Kemény János (1607. december 14. – 1662. január 23.) erdélyi fejedelem 1661–62-ben. 1657–59 között, tatár fogsága idején írta meg önéletírását, amely a magyar barokk irodalom egyik legfontosabb műfajának első darabja.[87][88]
- Kálnoki István 1627-32-ben Miklósszék alkirálybírója. 1645-ben részt vett I. Rákóczi György felsőmagyarországi hadjáratában; a hadjáratról május 8-tól szept. 23-ig naplót írt.[89]
- dobófalvi Kereszturi Demeter (? – 1660. május 28.) mint meghatalmazott (procurator) élt Nagyszebenben és többször volt a nagyszebeni követek kíséretében Kolozsváron és máshol is. Valószínűleg az akkor Nagyszebenben dühöngő pestisben halt meg. Szeben II. Rákóczi György általi ostromáról 1659. december 18-tól 1660. máj. 15-ig latinul és magyarul írt naplót hagyott hátra, melyet a nagyszebeni tanácsnak ajánlott. A napló 1659. nov. 22. kezdődik és 1660. jan. 31-el végződik.[90][91]
- göncruszkai báró Kornis Gáspár (1641 – 1683. június 7.) marosszéki főkapitány, a barokk kori önéletrajzi irodalom egyik előfutára. 1678-tól 1683-ig gyermekei számára írt feljegyzéseit Szilágyi Sándor adta ki 1860-ban.[8][92][93]
- Georg Krauss (1607. szeptember 17. – 1679. január 26.) városi jegyző, történetíró. Tractatus rerum tam bellicarum, quam etiam aliarum ab anno 1599 usque 1606 inclusive in Transylvania interventarum illetve Siebenbürgische Chronik című munkái nagyobb időszakot fognak át Erdély történetéből.[94][95][96]

### L
- Laurentius Kusch a brassói külső tanács tagja; segesvári származású; meghalt 1670. június 28-án Brassóban körülbelül 48 éves korában. Kézirati munkája: Tagebuch von 1653-1661. A brassói városházán történt eseményeket írja le, melyeknek maga is szemtanúja volt.[97][98]
- Johannes Lebel (1490? – 1566) humanista műveltségű erdélyi szász evangélikus lelkész, költő, történetíró. Hexameterekben írt műve, a De oppido Thalmud, genannt Thalmus sokáig kéziratban maradt és csak 1779-ben adta ki Johann Seivert. Központi témája Talmács története, de tágabb kitekintést is nyújt. Kéziratban maradt munkái: Memorabilia Transylvaniae és Volumen scriptorum in emolumentum capituli Bistricensis.[99]
- Christian Lupinus (Nagysink, 1564 – 1612. szeptember 17.) erdélyi szász evangélikus lelkész, krónikaíró. Krónikáját Johannes Oltardéval együtt Joseph Trausch adta ki a Chronicon Fuchsio-Lupino-Oltardinum című kötetben (1847–1848).[100][101]
- Johannes Lutsch (1607. április 28. – 1661. november 17.) nagyszebeni királybíró és szász comes műve Diarium dessen in dem Herrn ruhenden N. V. W. W. Herrn Johannes Lutsch, vormals gewesenen treuen Königsrichter unserer Hauptstadt Hermannstadt, so aus seinen eigenen Manuscriptis von Worten zu Worten herausgegeben 1607-1661.[62][102][103]

### M
- Medgyesi Pál (1604 – 1663) református lelkész, teológus, író, a magyar puritán irodalom képviselője. Több művében paaszolta Erdély romlását, melyek közül történelmi szempontból a harmadik, ötödik és hatodik „Jajja” érdekes.[91][104][105]
- hidvégi Mikó Ferenc (1585 ? – 1635. július 15.) politikus, diplomata, emlékiratíró. Históriája a maga életében történt erdélyi dolgokról 1594–1613 című munkája 1863-ban jelent meg.[106][107]
- zsögödi Mikó János (1655 körül – 1705. december 30) Mikó Péter Al-Csík alkapitányának Ozdi Judittól való fia, mint a fel-csiki hadak hadnagya részt vett a Thököli-féle hadjáratokban. Naplójegyzetei, melyeket három naptár tiszta lapjaira írt, többféle gazdasági, háztartási, időjárati jegyzések közé jegyezgetett be, s 1682. június 20-tól 1687. január 28-ig terjednek. A naptárakat Torma Károly tette közzé.[7][108]
- Mathias Miles (1639. február 21. – 1686. október 1.) jogtudós, diplomata, történetíró. Megírta latin nyelven Erdély történetét Krisztus születésétől 1500-ig, amely kéziratban maradt fenn. 1670-ben Nagyszebenben megjelent Siebenbürgischer Würgengel (Erdélyi öldöklő angyal) című német nyelvű krónikája ennek folytatása 1501-től 1600-ig.[109][110]
- Misztótfalusi Kis Miklós (1650 – 1702. március 20.) nyomdász, betűmetsző. Maga személyének, életének mentsége című műve a kor társadalmi viszonyai szempontjából érdekes.[111][112]

### N
- Nagy Szabó Ferenc (1581. szeptember 13. – 1659. január 16.[113]) marosvásárhelyi szabómester, görgényi udvarbíró. Borsos Sebestyén krónikáját 1580-tól kezdve 1658-ig folytatta.[30][114]
- hidvégi id. Nemes János (? –1688. április 19.) fejedelmi tanácsos. 1651–1686 közötti naplója 1902-ben jelent meg Tóth Ernő gondozásában.[7][115]
- Simon Nösner (? – 1619. április 12.) evangélikus lelkész. Res actae quaedam in partibus Hungariae et Transylvaniae című kézirata 1570-től írt jegyzeteit tartalmazza.[107][116][117]

### O, Ó
- Johannes Oltard (1576. július 17. – 1630. május 9.) erdélyi szász krónikaíró, evangélikus lelkész. Album Oltardianum néven ismert krónikájában (amelyet dédapja, Andreas kezdett, nagyapja, Paulus és apja, Martin folytatott), Habsburg-ellenes álláspontot képvisel.[118]
- Hieronymus Ostermayer (? – 1561) brassói krónikaíró, orgonista. Krónikájában Erdély, Magyarország és a két román fejedelemség 1520 és 1561 közötti eseményeiről tudósít.[119][120][121]

### P
- székelyhidi Paskó Kristóf (1634 – 1678) a barokk kor históriás énekszerzője, portai követ. Műve: A Nemes, és régenten hires Erdély Orszaganak keserves és szomoru Pusztitásáról. Irt Siralom, Mellyet 1658, 9, és 60 esztendőkben Az igaz Isten isméreten kivül valo Pogány Tatár Hám, sok koborló Kozáksággal, s Erdély végső romlására régen igyekező Török Nemzettel, Havasalföldi és Moldvai sok Kurtány hadakkal kegyetlenül minden irgalmasság nélkül el-követtenek; Ezek után történt változásit Erdélynek rövideden meg-mondgya, Rákoczy György a Törökkel tött két hartzaival, egynehány Váraknak Erdélytül el-esésekkel eggyütt; Végtére ama dicséretes nagy emlékezetű szép Váradnak kegyetlen viadalok által lött Pogány kézbe való esését irja-le.[7][122]
- Pápai Gáspár II. Rákóczi Ferenc követe. Rákóczi megbízásából Bay Mihállyal együtt a krími tatár kánnál járt követségbe, hogy támogatását megnyerje. Követségi naplóját Thaly Kálmán fedezte föl a Rákóczy-Aspremont-Erdődy-féle levéltárban, és a Századokban tette közzé (1873. 538-582. és 602-618. l.) Bay Mihály és Pápay Gáspár naplója tatárországi követségükről (1705-1706) címmel.[123]
- Pataki István (? – 1710) református lelkész. 1672–1705 között vezetett naplója hollandiai és német egyetemeken tett útját, illetve hazatérve mindennapi dolgait tartalmazza.[112][124]
- Andreas Pinxner (17. század vége – 18. század eleje) erdélyi szász író. Nagyszebentől Bécsig tartó utazásának leírása: Apodemía ex Transylvania per Pannoniam címmel 1694-ben jelent meg.[112][125][126]
- Christian Pomarius, eredeti nevén Christian Baumgarten, (? – 1565. augusztus 28.) erdélyi szász történész, evangélikus lelkész. A nagyszebeni levéltár rendezése során összegyűjtött anyagokból szerkesztette azt a gyűjteményt, amelyben régi okiratok alapján a szászok eredetét magyarázza.[127]

### R
- kisrédei gróf Rédey László (1636. január 11. – 1664 körül) máramarosi főispán. 1655–1657 közötti naplója 1855-ben jelent meg.[91][128]
- Georg von Reicherstorffer (1495. k. – 1554 k.) erdélyi szász történetíró és térképész. Chorographia Transylvaniae, Quae Dacia olim appellata, aliarumquae provinciarum & regionum succuncta descriptio & explicatio című műve 1595-ben Kölnben jelent meg.[129]
- Redmeczi T. János valószínűleg református pap volt, Bethlen Gábornak buzgó híve és Széken birtokos. Debrecenben tanult, ahol 1605. május 2-án lépett a felső osztályba (subscribált). 1622-ben Kassán tartózkodott. Munkája: Az Felséges Bethlen Gábornak Magyar Országhnak, Horváth és Toth Orszagnak, Dalmatianak, Diczéretes választot Királlyának, Erdélynek Feiedelmenek, az Szekelyek örökös Ispannianak. Eöt rendbeli halhatatlan es örök emlekezetre mélto Isten Anya Szentegy hazaval cselekedet jo tetemenyerül minden keresztyén fő népeknek tanulságokra tükörül irattatot rövid könyvetske (Kassa, 1622).[130][131][132]
- Rozsnyai Dávid (1641 – 1718. március 4.) udvari történetíró és török tolmács. Önéletrajzát, Erdély történetére vonatkozó jegyzeteit (1526–1705) és naplótöredékeit (1663–1703) Szilágyi Sándor adta ki 1867-ben.[133][134]

### S
- Sándor Pál, Apafi portai követe 1678–89 között írt naplóját Jakab Elek adta ki.[7]
- Thomas Scharsius nagyselyki evangélikus lelkész 1705–1708 között készült feljegyzései 1915-ben jelentek meg.[135]
- Christian Schesaeus (1535 körül – 1585. június 30.) erdélyi szász költő. Ruina Pannonica (Pannonia romlása) című hexameterekben írt műve Szapolyai János halálától János Zsigmond haláláig tárgyalja Magyarország és Erdély sorsát.[136][137]
- Christian Schmidt (Schmidt Keresztély) krónikaíró. Kéziratban nagyszebeni krónikát hagyott hátra, mely az 1002. évvel kezdődik és csak a Siebenb. Quartalschrift III. k. 287. lapon levő idézetből ismeretes.[138][139]
- Michael Siegler (? – 1585. április 9.) evangélikus lelkész. Chronologia Rerum Hungaricarum Transilvanicarum et vicinarum Regionum című kézirata az 1556–1563 közötti időszakról szól.[121][140][141]
- Somogyi Ambrus, latinos névalakban Ambrosius Simigiensis (1564 április 18. – 1637) városi jegyző, történetíró. Történeti műve (Historica rerum Ungaricarum et Transylvanicarum) az 1490–1606 közötti évek eseményeit dolgozza fel.[27][142]
- Segesvári Bálint krónikaíró. Kolozsvári születésű szász nemzetiségű polgár volt, és az unitárius vallást követte. Neve eredetileg Schässburger vagy Schneider lehetett. Krónikáját, mely az 1606-54. évig erjedő korszakot tárgyalja, különös tekintettel Kolozsvár történetére, Jakab Elek adta ki jegyzetekkel az Erdélyi Történelmi Adatok IV. kötetében Kolozsvárt.[30][143]
- Johann Simonius (1622 – 1669. május 11.) az erdélyi szász univerzitás jegyzője. Országgyűlési tudósításait Szilágyi Sándor adta ki 1888-ban.[62][144][145]
- Stephan Stieröchsel, latinosan Taurinus (1485–1519) gyulafehérvári kanonok, erdélyi történetíró. Stauromachia című verses eposza a Dózsa György-féle felkelés leírása.[146]
- Paul Sutoris (Sutoris Pál) brassói polgár. Kézirata: Chronik vom Jahre Christi 251 bis 8. Nov. 1620.[107][147][148]

### Sz
- Szakál Ferenc ácsmester, naplóíró. 1673-ban írt gúnyverse a Temesi Lapokban jelent meg 1878-ban. 1698–1718 között írt naplóját Szabó Károly és Szilágyi Sándor adták ki 1860-ban.[149]
- Szalárdi János (1601. július 23. –1666. szeptember 27. előtt, feltehetőleg augusztus 3-án) hivatalnok, történetíró. Kéziratban maradt munkája Szalárdi János siralmas krónikája. A mű fontos forrás az 1657. évi szerencsétlen végű lengyelországi hadjárat utáni zavaros időszak tekintetében, egyben az első nagyobb kísérlet a rendszeres történetírásra.[30][150]
- Szamosközy István (latin írói nevén Zamosius) (1570 – 1612. március 29.) történetíró. Legnevezetesebb művei latinul írt magyar és erdélyi történetei (Rerum Transylvanarum Pentades és Hebdomades), amelyeknek azonban csak töredékei maradtak ránk.[151][152]
- Szaniszló Zsigmond unitárius vallású köznemes. 1684. január 1-jétől Torda város jegyzője, 1691. június 7-étől az alsójárás alispánja, hat évvel később főbíró lett. 1699. június 11-én I. Lipóttól nemesi ármálist kapott. Az 1682–1711. évekről vezetett naplóját Torma Károly adta ki 1889–1891 között.[112][153]
- Szenczi Molnár Albert (1574. augusztus 30. – 1634. január 17.) református lelkész, nyelvtudós, filozófus, zsoltárköltő, egyházi író, műfordító. 1584–1617 között írt naplója németországi, svájci, itáliai tartózkodásáról tartalmaz anyagot.[131][154][155][156]
- Szepsi Laczkó Máté (1576 – 1633) református lelkész. Emlékezetre való dolgoknak rövid megjegyzései címmel írt följegyzései 1520-tól 1619-ig terjednek.[157][158]

### T
- Andreas Tartler (1684 – 1737. március 11.) Brassó város jegyzője, az 1718–1720 közötti pestisjárvány idején működött városi igazgatóság tagja. Kéziratban maradt naplói: Diarium vom 10. Nov. 1707. bis 15. Okt. 1720. illetve Diarium memorabilium in R. civitate Coronensi alibique circa negotia ejusdem civitatis gestorum aut aliqua saltem ratione eam attinentium, inchoatum ao. dni 1720. usque 1736.[159][160]
- széki gróf Teleki Mihály kővári kapitány, Rákóczi brigadérosa. 1690–1711 között vezetett naplóját Thaly Kálmán adta ki.[55][161]
- nagyercsei Toldalagi Mihály (? – 1642.) fejedelmi tanácsos, portai követ. Emlékiratait (1613–1631) Mikó Imre, követségi naplóját Ötvös Ágoston adta ki.[39][162]

### U, Ú
- Johann Ursinus vagy Ursinus János besztercei származású krónikaíró. 1599. szeptember 13-tól 1602-ig rektor volt a kőhalmi iskolánál, valószínűleg még 1602-ben jegyző lett Segesvárt, itt halt meg 1611. március 22-én. Segesvári krónikát írt 366-tól 1610-ig. Kiadta K. Fabritius, Die Schässbuger Chronisten des 1. Jahrhunderts. (Fontes rerum Austriacarum III. XXI-XXLX.)[163][164]

### V
- cegei Vass György (1644–1705), Rákóczi híve. Naplóját Nagy Gyula adta ki 1896-ban.[55][165]

### W
- Georg Wachsmann vagy Wachsmann György (Berethalom, 1623 – 1663. december 16.[166]) segesvári városi tanácsos. A lengyel háborús időben már ott volt a városi tanácsban (1659, 1662, 1665); több követségben is részt vett. Johann Göbel segesvári krónikáját 1663-ig folytatta.[96][167][168]
- Michael Weiss (1569. január 13. – 1612. október 16.) Brassó város bírája, krónikaíró. Korának és különösen Brassó város történetének megvilágítására megbecsülhetetlen krónikát hagyott hátra Liber Annalium raptim scriptus címmel.[107][169][170]
- hadadi báró Wesselényi István (1674. augusztus 21. – 1734. április 27.) országgyűlési és táblai elnök. Naplója az 1701–1708 közötti eseményeket tartalmazza.[26][171]

### Z
- Johannes Zabanius (Zabanius János, Sachs von Harteneck), (1664. – 1703. december 5.), lovag, az erdélyi szászok grófja, szebeni királybíró. A szászok küldöttjeként 1692–1693-ban Bécsbe tett útjáról Referat was bey meiner... Expedition merkwürdiges passiert und vorgegangen címen tett jelentést.[112][172][173]